# Federico Giovanni di Sassonia-Meiningen
Federico Giovanni Sassonia-Meiningen (nome completo Friedrich Johann Bernhard Hermann Heinrich Moritz Prinz von Sachsen-Meiningen; Meiningen, 12 ottobre 1861 – Tarcienne, 23 agosto 1914) fu principe di Sassonia-Meiningen.

## Famiglia d'origine
Suo padre era il duca Giorgio II di Sassonia-Meiningen, figlio del duca Bernardo II di Sassonia-Meiningen e della principessa Maria Federica d'Assia-Kassel; sua madre era la principessa Feodora di Hohenlohe-Langenburg, figlia di Ernesto I di Hohenlohe-Langenburg e di Feodora di Leiningen.

## Biografia
Federico Giovanni sposò il 24 aprile del 1889 a Neudorf, la contessa Adelaide di Lippe-Biesterfeld, figlia del principe Ernesto II di Lippe-Biesterfeld e della contessa Carolina di Wartensleben (1844-1905) e sorella dell'ultimo principe di Lippe: Leopoldo.
Sei figli nacquero da questa unione:
- Feodora (1890-1972), sposò Guglielmo Ernesto di Sassonia-Weimar-Eisenach;
- Adelaide (1891-1971), sposò il principe Adalberto di Prussia;
- Giorgio (1892-1946);
- Ernesto (1895-1914);
- Luisa (1899-1985), sposò il barone Gotz von Wagenheim;
- Bernardo (1901-1984, sposò in prime nozze Margot Grössler, in seconde nozze la baronessa Vera Schäffer di Bernstein.

Il principe Federico Giovanni era generale luogotenente dell'armata imperiale e comandante della 39ª brigata di fanteria di istanza ad Hannover.

Egli venne ucciso nella battaglia di Tarcienne, nei pressi di Charleroi, il 23 agosto del 1914, qualche giorno dopo il matrimonio di sua figlia Adelaide con il principe Adalberto di Prussia.

Esiste un epitaffio a suo nome sul monumento del cimitero militare di Tarcienne.

Egli è sepolto nel cimitero del parco di Meiningen.

La Friedrichstraße di Meiningen è stata chiamata così in suo onore.

## Ascendenza
|                                         |                                          |                                           | Genitori                                        |  |  | Nonni |  |  | Bisnonni                        |  |  | Trisnonni                            |  |
|                                         |                                          |                                           |                                                 |  |  |       |  |  | Giorgio I di Sassonia-Meiningen |  |  | Antonio Ulrico di Sassonia-Meiningen |  |
|                                         |                                          |                                           |                                                 |  |  |       |  |  | Giorgio I di Sassonia-Meiningen |  |  | Antonio Ulrico di Sassonia-Meiningen |  |
|                                         |                                          | Carlotta Amalia d'Assia-Philippsthal      |                                                 |  |  |       |  |  | Giorgio I di Sassonia-Meiningen |  |  |                                      |  |
| Bernardo II di Sassonia-Meiningen       |                                          |                                           |                                                 |  |  |       |  |  | Giorgio I di Sassonia-Meiningen |  |  |                                      |  |
|                                         |                                          | Luisa Eleonora di Hohenlohe-Langenburg    | Cristiano Alberto di Hohenlohe-Langenburg       |  |  |       |  |  |                                 |  |  |                                      |  |
|                                         |                                          | Luisa Eleonora di Hohenlohe-Langenburg    | Cristiano Alberto di Hohenlohe-Langenburg       |  |  |       |  |  |                                 |  |  |                                      |  |
|                                         |                                          | Luisa Eleonora di Hohenlohe-Langenburg    | Carolina di Stolberg-Gedern                     |  |  |       |  |  |                                 |  |  |                                      |  |
| Giorgio II di Sassonia-Meiningen        |                                          | Luisa Eleonora di Hohenlohe-Langenburg    |                                                 |  |  |       |  |  |                                 |  |  |                                      |  |
|                                         |                                          | Guglielmo II d'Assia-Kassel               | Guglielmo I d'Assia-Kassel                      |  |  |       |  |  |                                 |  |  |                                      |  |
|                                         |                                          | Guglielmo II d'Assia-Kassel               | Guglielmo I d'Assia-Kassel                      |  |  |       |  |  |                                 |  |  |                                      |  |
|                                         |                                          | Guglielmo II d'Assia-Kassel               | Guglielmina Carolina di Danimarca               |  |  |       |  |  |                                 |  |  |                                      |  |
| Maria Federica d'Assia-Kassel           |                                          | Guglielmo II d'Assia-Kassel               |                                                 |  |  |       |  |  |                                 |  |  |                                      |  |
|                                         |                                          | Augusta di Prussia                        | Federico Guglielmo II di Prussia                |  |  |       |  |  |                                 |  |  |                                      |  |
|                                         |                                          | Augusta di Prussia                        | Federico Guglielmo II di Prussia                |  |  |       |  |  |                                 |  |  |                                      |  |
|                                         |                                          | Augusta di Prussia                        | Federica Luisa d'Assia-Darmstadt                |  |  |       |  |  |                                 |  |  |                                      |  |
| Federico Giovanni di Sassonia-Meiningen |                                          | Augusta di Prussia                        |                                                 |  |  |       |  |  |                                 |  |  |                                      |  |
|                                         | Carlo Ludovico I di Hohenlohe-Langenburg | Cristiano Alberto di Hohenlohe-Langenburg |                                                 |  |  |       |  |  |                                 |  |  |                                      |  |
|                                         | Carlo Ludovico I di Hohenlohe-Langenburg | Cristiano Alberto di Hohenlohe-Langenburg |                                                 |  |  |       |  |  |                                 |  |  |                                      |  |
|                                         | Carlo Ludovico I di Hohenlohe-Langenburg | Carolina di Stolberg-Gedern               |                                                 |  |  |       |  |  |                                 |  |  |                                      |  |
| Ernesto I di Hohenlohe-Langenburg       | Carlo Ludovico I di Hohenlohe-Langenburg |                                           |                                                 |  |  |       |  |  |                                 |  |  |                                      |  |
|                                         |                                          | Amalia Enrichetta di Solms-Baruth         | Giovanni Cristiano Ii di Solms-Baruth           |  |  |       |  |  |                                 |  |  |                                      |  |
|                                         |                                          | Amalia Enrichetta di Solms-Baruth         | Giovanni Cristiano Ii di Solms-Baruth           |  |  |       |  |  |                                 |  |  |                                      |  |
|                                         |                                          | Amalia Enrichetta di Solms-Baruth         | Federica Luisa di Reuss Kostritz                |  |  |       |  |  |                                 |  |  |                                      |  |
| Feodora di Hohenlohe-Langenburg         |                                          | Amalia Enrichetta di Solms-Baruth         |                                                 |  |  |       |  |  |                                 |  |  |                                      |  |
|                                         |                                          | Emilio Carlo di Leiningen                 | Carlo Federico Guglielmo di Leiningen           |  |  |       |  |  |                                 |  |  |                                      |  |
|                                         |                                          | Emilio Carlo di Leiningen                 | Carlo Federico Guglielmo di Leiningen           |  |  |       |  |  |                                 |  |  |                                      |  |
|                                         |                                          | Emilio Carlo di Leiningen                 | Cristiana di Solms-Rödelheim-Assenheim          |  |  |       |  |  |                                 |  |  |                                      |  |
| Feodora di Leiningen                    |                                          | Emilio Carlo di Leiningen                 |                                                 |  |  |       |  |  |                                 |  |  |                                      |  |
|                                         |                                          | Vittoria di Sassonia-Coburgo-Saalfeld     | Francesco Federico di Sassonia-Coburgo-Saalfeld |  |  |       |  |  |                                 |  |  |                                      |  |
|                                         |                                          | Vittoria di Sassonia-Coburgo-Saalfeld     | Francesco Federico di Sassonia-Coburgo-Saalfeld |  |  |       |  |  |                                 |  |  |                                      |  |
|                                         |                                          | Vittoria di Sassonia-Coburgo-Saalfeld     | Augusta di Reuss-Ebersdorf                      |  |  |       |  |  |                                 |  |  |                                      |  |
|                                         |                                          | Vittoria di Sassonia-Coburgo-Saalfeld     |                                                 |  |  |       |  |  |                                 |  |  |                                      |  |